# Falsoceraegidion walkeri
Falsoceraegidion walkeri là một loài bọ cánh cứng trong họ Cerambycidae.